# Проскуряков, Владимир Александрович
Владимир Александрович Проскуряков (1919—2006) — советский учёный, химик-технолог, профессор, доктор технических наук (1967); Заслуженный деятель науки РСФСР, член-корреспондент Российской академии образования (1974; отделение высшего образования), ректор Санкт-Петербургского технологического института (1975—1985)

## Биография
Родился в 1919 году в Петрограде.
В 1937 году поступил в Ленинградский технологический институт им. Ленсовета. После 4 курса записался добровольцем на фронт; был зачислен в партизанский отряд Технологического института, который вошёл в состав 20-й дивизии войск НКВД (23 армия). Защищал Ленинград на Пулковских высотах; в ночь 1 ноября 1941 года был тяжело ранен в голову, слух на одно ухо потерял навсегда. Долго лечился в госпитале и с мая 1942 года продолжал службу на карельском перешейке, вплоть до победы в Великой Отечественной войне. После победы над Германией служил на первом дальневосточном фронте в составе противочумного отряда. Там, в конце 1945 года познакомился с капитаном медицинской службы Зоей Григорьевной Котовой (в 1942 году она окончила Томский медицинский институт и имела офицерское звание), которая работала хирургом в госпитале; 30 августа 1946 года они вступили в брак и в конце 1946 года демобилизовавшись, приехали в Ленинград, где В. А. Проскуряков продолжил обучение в технологическом институте.
После защиты кандидатской диссертации преподавал на кафедре органической химии Ленинградского технологического института; с 1959 года был заведующим кафедрой технологии нефтехимических и углехимических производств; с 1965 года — проректор института по учебной работе.
В 1967 году защитил докторскую диссертацию. С 1974 года — член-корреспондент Академии педагогических наук СССР.
С 1975 по 1985 год был ректором Ленинградского технологического института.
Боевые заслуги были отмечены двумя орденами Красной Звезды и медалями, а также корейским орденом Государственного знамени. Был удостоен званий «Почетный химик СССР», «Почетный нефтехимик СССР», «Изобретатель СССР», правительственными наградами.
Умер 7 марта 2006 года. Похоронен на Волковском кладбище.